# Berlinia bruneelii
Berlinia bruneelii là một loài thực vật có hoa trong họ Đậu. Loài này được (De Wild.) Torre & Hillc. miêu tả khoa học đầu tiên.